# لینگ (ویرجینیای غربی)
لینگ (به انگلیسی: Laing) یک منطقهٔ مسکونی در ایالات متحده آمریکا است که در شهرستان کاناوا، ویرجینیای غربی واقع شده‌است. لینگ ۳۱۷٫۰ متر بالاتر از سطح دریا واقع شده‌است.